# Puigsaulens
Puigsaulens és una masia d'Oristà (Lluçanès) inclosa a l'Inventari del Patrimoni Arquitectònic de Catalunya.

## Història
Corresponia a la Mitra de l'Estany. L'1 de maig del 1377 se cita a Berenguer de Podio de Solench en un deute que confessa tenir respecte a Francesc Jardí.
Al fogatge fet a Oristà el 1553 consta el nom de Pere Puig Solens, que s'identifica amb aquest mas.

## Descripció
Masia formada per dos cossos adossats de planta rectangular i un alçat de planta baixa i pis amb coberta a dues aigües amb caiguda a la façana principal.
Al cos més antic hi ha una llinda datada el 1686. L'altre cos, de dimensions superiors, té una galeria de dos pisos a la façana principal, de quatre arcades cada una. L'arcada exterior de la planta baixa ha estat cegada posteriorment. A la planta baixa s'hi guardava el bestiar i a sobre s'hi emmagatzemava el gra.
Davant l'edifici hi ha una era molt gran. A la caixa de l'escala hi ha una espiera circular treballada en pedra.